# McLaren MP4-X
El McLaren MP4-X es un concept car producido por el equipo de McLaren de Fórmula 1 en 2015.  El MP4-X es un coche más ligero, más rápido, más eficiente y, sobre todo, más seguro que los actuales modelos de Formula 1.  Tras los cambios en la normativa de Fórmula 1 de 2018, incluida la introducción del halo, el concepto fue revisado como McLaren X2. 

## Características
Algunas de las características (intencionales, pero no diseñadas) del MP4-X incluyen:
- Un chasis de transformación, que puede volver a su forma original después de un impacto.

- Una cabina aumentada, donde el conductor tiene una vista de 360 grados de su entorno.

- Sistemas de vehículos controlados por el cerebro, donde los patrones cerebrales del conductor operan los sistemas del vehículo.

- Análisis de presión de los neumáticos en tiempo real, donde el coche puede predecir cuándo explotarán los neumáticos.

- Biotelemetría del conductor, donde los sensores en el traje del conductor envían información biológica en vivo a los equipos de emergencia en caso de accidente.

- Aerodinámica activa, donde la electrónica controla el ángulo de ataque de las alas.

- Un diseño de efecto-tierra, donde la aerodinámica se utiliza para aspirar el coche al suelo.

- Un diseño de rueda cerrada, donde las ruedas están completamente cerradas y tienen sensores de desgaste para detectar cuándo se están desgastando.

- Fuentes de energía alternativas, donde el coche puede aprovechar el acoplamiento solar e inductivo integrado en la pista.